# Dagda Mor
(Terry Brooks, Le Pietre Magiche di Shannara)
Il Dagda Mor è un personaggio che fa parte del libro Le Pietre Magiche di Shannara della trilogia Il Ciclo di Shannara scritto da Terry Brooks.

## Storia
Il Dagda Mor è il più forte dei Demoni, è il loro capo e, grazie al Bastone del Comando, è dotato di una magia di forza pari a quella del druido Allanon. La differenza tra i due tipi di magia è che il fuoco mandato da Allanon è blu mentre quello del Dagda Mor è rosso.
Il Dagda Mor è il primo demone che, quando l'Eterea comincia ad ammalarsi, esce dal divieto con il Mietitore e il Camaleonte, ritrovandosi così nelle pianure di Cenere al di là del Confine a nord-ovest delle Terre dell'Ovest.
Non si fa vedere per tutto il libro ma poi ricompare nella battaglia finale tra Demoni ed Elfi ad Arborlon dove, dopo una battaglia prima aerea e poi terrena, viene sconfitto dalla magia di Allanon, il quale si impossessa dal Bastone del Comando e lo distrugge.